# حول شذإبة (إب)

تعديل مصدري - تعديل

حول شذابة محلة تابعة لقرية منزل الشعراني، التابعة لعزلة بني محرم بمديرية إب إحدى مديريات محافظة إب في الجمهورية اليمنية.، بلغ تعداد سكانها 54 حسب تعداد اليمن لعام 2004.